# Marián Studenič
Marián Studenič (né le 28 octobre 1998 à Holíč en Slovaquie) est un joueur professionnel slovaque de hockey sur glace. Il évolue au poste d'attaquant.

## Biographie

### Carrière en club
Formé au HK 36 Skalica, il joue son premier match en senior dans l'Extraliga slovaque en 2015. Il est choisi par les Bulldogs de Hamilton en onzième position lors de la sélection européenne 2016 de la Ligue canadienne de hockey. Il part alors en Amérique du Nord et évolue deux saisons dans la Ligue de hockey de l'Ontario. Il est choisi au cinquième tour, en cent-quarante-troisième position par les Devils du New Jersey lors du repêchage d'entrée dans la LNH 2017. Il remporte la Coupe J.-Ross-Robertson avec les Bulldogs. En 2018, il passe professionnel avec les Senators de Binghamton, club ferme des Devils dans la Ligue américaine de hockey. Le 11 avril 2021, il joue son premier match dans la Ligue nationale de hockey avec les Devils face aux Penguins de Pittsburgh. Le 18 avril 2021, il marque son premier point, un but face aux Rangers de New York.

### Carrière internationale
Il représente la Slovaquie au niveau international. Il prend part aux sélections jeunes. Il honore sa première sélection senior le 19 avril 2019 lors d'un match de l'Euro Hockey Challenge face à l'Autriche et marque son premier but. Il participe à son premier championnat du monde senior en 2019.

## Statistiques
| Saison     | Équipe                        | Ligue              |    | Saison régulière | Saison régulière | Saison régulière | Saison régulière | Saison régulière |   | Séries éliminatoires | Séries éliminatoires | Séries éliminatoires | Séries éliminatoires | Séries éliminatoires |
| Saison     | Équipe                        | Ligue              | PJ | B                | A                | Pts              | Pun              | PJ               | B | A                    | Pts                  | Pun                  |                      |                      |
| 2014-2015  | HK 36 Skalica                 | Extraliga slovaque | 1  | 0                | 0                | 0                | 0                | -                | - | -                    | -                    | -                    |                      |                      |
| 2015-2016  | HK 36 Skalica                 | Extraliga slovaque | 35 | 8                | 8                | 16               | 20               | -                | - | -                    | -                    | -                    |                      |                      |
| 2015-2016  | Dukla Trenčín                 | Extraliga slovaque | 2  | 0                | 0                | 0                | 4                | -                | - | -                    | -                    | -                    |                      |                      |
| 2015-2016  | Slovaquie U20                 | Extraliga slovaque | 2  | 0                | 1                | 1                | 0                | -                | - | -                    | -                    | -                    |                      |                      |
| 2016-2017  | Bulldogs de Hamilton          | LHO                | 58 | 18               | 12               | 30               | 23               | 7                | 2 | 2                    | 4                    | 4                    |                      |                      |
| 2017-2018  | Bulldogs de Hamilton          | LHO                | 62 | 20               | 28               | 48               | 14               | 21               | 3 | 12                   | 15                   | 12                   |                      |                      |
| 2018-2019  | Senators de Binghamton        | LAH                | 64 | 13               | 15               | 28               | 18               | -                | - | -                    | -                    | -                    |                      |                      |
| 2019-2020  | Senators de Binghamton        | LAH                | 37 | 9                | 8                | 17               | 20               | -                | - | -                    | -                    | -                    |                      |                      |
| 2020-2021  | HC Slovan Bratislava          | Extraliga slovaque | 25 | 6                | 9                | 15               | 50               | -                | - | -                    | -                    | -                    |                      |                      |
| 2020-2021  | Senators de Binghamton        | LAH                | 22 | 3                | 4                | 7                | 14               | -                | - | -                    | -                    | -                    |                      |                      |
| 2020-2021  | Devils du New Jersey          | LNH                | 8  | 1                | 1                | 2                | 4                | -                | - | -                    | -                    | -                    |                      |                      |
| 2021-2022  | Devils du New Jersey          | LNH                | 17 | 1                | 0                | 1                | 0                | -                | - | -                    | -                    | -                    |                      |                      |
| 2021-2022  | Stars de Dallas               | LNH                | 16 | 1                | 2                | 3                | 6                | 4                | 0 | 0                    | 0                    | 2                    |                      |                      |
| 2021-2022  | Comets d'Utica                | LAH                | 13 | 5                | 5                | 10               | 6                | -                | - | -                    | -                    | -                    |                      |                      |
| 2021-2022  | Stars du Texas                | LAH                | 4  | 2                | 4                | 6                | 6                | -                | - | -                    | -                    | -                    |                      |                      |
| 2022-2023  | Stars de Dallas               | LNH                | 3  | 0                | 0                | 0                | 0                | -                | - | -                    | -                    | -                    |                      |                      |
| 2022-2023  | Stars du Texas                | LAH                | 67 | 21               | 27               | 48               | 35               | 8                | 2 | 4                    | 6                    | 2                    |                      |                      |
| 2023-2024  | Firebirds de Coachella Valley | LAH                | 64 | 15               | 29               | 44               | 14               | 18               | 4 | 7                    | 11                   | 8                    |                      |                      |
| 2023-2024  | Kraken de Seattle             | LNH                | 2  | 0                | 0                | 0                | 0                | -                | - | -                    | -                    | -                    |                      |                      |
| 2024-2025  | Färjestad BK                  | SHL                | 50 | 14               | 30               | 44               | 43               | 6                | 4 | 1                    | 5                    | 2                    |                      |                      |
| Totaux LNH | Totaux LNH                    | Totaux LNH         | 46 | 3                | 3                | 6                | 10               | 4                | 0 | 0                    | 0                    | 2                    |                      |                      |

## Trophées et honneurs personnels

### Extraliga slovaque
- 2016 : nommé recrue de l'année